# Amedeo Matacena
Amedeo Gennaro Raniero Matacena (Catania, 15 settembre 1963 – Dubai, 16 settembre 2022) è stato un politico e armatore italiano, già parlamentare della Camera dei deputati, condannato in via definitiva per concorso esterno in associazione mafiosa.

## Biografia
Amedeo Matacena era figlio dell'omonimo armatore morto nel 2003, noto per avere dato inizio sin dagli anni sessanta al traghettamento nello stretto di Messina con la compagnia Caronte e per essere stato presidente della Reggina negli anni '70, e di Raffaella De Carolis, Miss Italia 1962. È stato legato all'annunciatrice televisiva Alessandra Canale, da cui ha avuto un figlio. Sposato successivamente con Chiara Rizzo, da cui ha avuto un altro figlio, si è in seguito risposato con la ex modella e medico chirurgo Maria Pia Tropepi, il 17 maggio 2022 con rito islamico.
Imprenditore, è stato titolare della società di trasporti marittimi "Amadeus spa".

### Attività politica alla Camera
Nel 1994 è stato eletto deputato alla Camera dei Deputati nel collegio di Villa San Giovanni nella lista Polo del Buon Governo, in quota Unione di Centro, la struttura politica dei liberali del Partito Liberale che aderirono al centrodestra, per poi confluire in Forza Italia.
Confermato deputato nella lista del Polo in quota Forza Italia nel 1996, fino al 2001 è stato membro della commissione Difesa. Nel 2001 non è stato ricandidato.

### Morte
Matacena è morto a Dubai stroncato da un infarto il 16 settembre 2022, il giorno dopo il suo cinquantanovesimo compleanno. Dopo il decesso si è aperta una disputa tra i due figli dell'imprenditore, che hanno chiesto il rientro della salma in Italia per la celebrazione delle esequie e la sepoltura, rifiutando di autorizzare la cremazione, e la moglie, secondo la quale invece la volontà del defunto era, in caso di sua morte (sia in Italia sia all'estero), la richiesta di essere cremato.

## Vicende giudiziarie

### La condanna per concorso esterno
Il 18 luglio 2012 la Corte d'assise d'appello di Reggio Calabria ha condannato a cinque anni di reclusione l'ex parlamentare per il reato di concorso esterno in associazione mafiosa. Nei primi anni '90 Matacena era stato coinvolto nella maxi inchiesta Olimpia, quando la DDA di Reggio Calabria ricostruì alcune vicende di natura criminale, tra cui un centinaio di omicidi, nonché i rapporti tra la 'ndrangheta e la politica, a partire dai primi anni '80. Nel 2010, dopo che la Corte d'assise d'appello di Reggio Calabria aveva assolto l'imputato, l'avvocato generale dello Stato Francesco Scuderi ricorse alla Cassazione. La Suprema Corte, accogliendo il ricorso, aveva disposto il rinvio ad altro collegio. Amedeo Matacena era accusato di avere richiesto l'appoggio elettorale della 'ndrangheta alla famiglia dei Rosmini. Circostanza avvalorata, anche, dalle frequentazioni amichevoli che intratteneva con i figli del boss di Sinopoli, Carmine Alvaro, detto "u cupertuni". La sentenza del 12 luglio 2012 viene confermata dalla quinta sezione penale della Corte di cassazione il 16 agosto 2013. Il 21 giugno 2014 la prima sezione penale della Corte di cassazione si pronuncia sul ricorso straordinario presentato dai legali di Matacena rideterminando la pena inflitta, l'anno precedente, e diminuendola da cinque a tre anni di reclusione, accogliendo solo la parte del ricorso relativo al fatto che il reato fosse stato commesso quando la pena prevista, non era stata, ancora, modificata e resa più severa. Nel caso Matacena è stato coinvolto anche l'ex ministro Claudio Scajola, arrestato dalla Direzione antimafia di Reggio Calabria con l'accusa di volere aiutare l'ex deputato, già latitante, a fuggire in Libano dopo la condanna.

### Altri procedimenti
Nell'ambito di un'inchiesta per pressioni esercitate su alcuni magistrati della Procura distrettuale di Reggio Calabria è stato disposto un provvedimento di custodia cautelare in carcere il 9 novembre 2004 nei suoi confronti e in quelli dell'ex deputato Paolo Romeo. Le pressioni erano volte a condizionare le inchieste che si stavano svolgendo sulle collusioni tra ambienti politici e mafiosi reggini. L'inchiesta era stata condotta dalla Procura distrettuale di Catanzaro e la richiesta di emissione delle ordinanze di custodia cautelare è stata firmata da Mariano Lombardi, procuratore della Repubblica di Catanzaro, da Mario Spagnuolo, procuratore aggiunto, e dal sostituto procuratore Luigi de Magistris. Dopo qualche giorno, il Tribunale del riesame di Catanzaro disponeva la sua scarcerazione e la Corte suprema di cassazione confermava l'esito favorevole all'imputato della vicenda processuale. Il GUP, con sentenza già passata in giudicato, lo ha assolto perché estraneo ai fatti addebitatigli.
Nel 2012, nell'ambito del processo "Mozart", Matacena è stato condannato dai giudici del Tribunale collegiale di Reggio Calabria, Olga Tarzia, Filippo Aragona, Barbara Bennato in primo grado a 4 anni di reclusione. Il processo è scaturito da un'inchiesta su un caso di corruzione: l'imprenditore avrebbe promesso 200 000 euro all'ex presidente della sezione di Reggio Calabria del Tribunale amministrativo regionale Luigi Passanisi, anch'egli condannato dal Tribunale a tre anni e sei mesi di reclusione, per vincere un ricorso davanti al TAR e ottenere le autorizzazioni per gli scivoli agli imbarchi del porto di Reggio Calabria per la sua società.

### Latitanza e arresto
Il 28 agosto 2013, dopo circa un mese di latitanza, viene arrestato a Dubai negli Emirati Arabi Uniti dall'Interpol e dalla sezione catturandi del nucleo investigativo dei Carabinieri di Reggio Calabria. Viene rilasciato dalle autorità di quel paese, nell'ottobre di quell'anno, con il divieto d'espatrio.
L'8 maggio 2014 l'ex ministro dello sviluppo economico Claudio Scajola è stato arrestato dalla DIA di Reggio Calabria con l'accusa di aver favorito la latitanza di Matacena e di voler pianificare un suo trasferimento verso il Libano. L'ordine di custodia cautelare in carcere è stato emanato anche per il suo factotum Martino Politi; ordine di arresto domiciliare invece per la madre Raffaella De Carolis, la segretaria Maria Grazia Fiordalisi, per la segretaria di Scajola Roberta Sacco e per Chiara Rizzo, la moglie di Matacena. Chiara Rizzo, irreperibile al momento dell'esecuzione della misura restrittiva a suo carico, è stata arrestata a Nizza l'11 maggio 2014. Da Dubai Matacena smentisce di aver mai tentato di trasferirsi in Libano, visto che già negli Emirati Arabi Uniti non esiste l'estradizione. Sebbene nel settembre 2015 sia stato firmato un accordo d'estradizione tra i due paesi, al 2016 Matacena risultava ancora latitante a Dubai. Nel 2019 il governo italiano ha reiterato la richiesta di estradizione agli Emirati.

### La revoca del mandato di arresto e del sequestro dei beni
Nell'agosto del 2022, nonostante la contrarietà della Direzione distrettuale antimafia e il "giudizio di gravità indiziaria ritenuto confermato", il GIP di Reggio Calabria dispone la revoca del mandato di arresto e del decreto di sequestro dei beni poiché è stata accertata la provenienza lecita del patrimonio societario sequestrato al Matacena e oggetto delle intestazioni fittizie contestate nell'inchiesta "Breakfast", che lo vedeva accusato di intestazione fittizia con l'aggravante mafiosa, visto il lungo tempo trascorso dalla data di commissione dei reati contestati e dall'esclusione appunto, in fase cautelare, dell'aggravante mafiosa.